# Samsung Galaxy S23
De Samsung Galaxy S23 is een reeks Android-gebaseerde smartphones uit het topsegment, die zijn ontworpen, ontwikkeld, geproduceerd en op de markt gebracht door Samsung Electronics als onderdeel van de Galaxy S-serie. De telefoons werden aangekondigd en onthuld op 1 februari 2023 tijdens het Galaxy Unpacked-evenement en werden uitgebracht op 17 februari 2023. Gezamenlijk dienen ze als opvolger van de Samsung Galaxy S22-serie.

## Versies
De Galaxy S23-serie omvat drie apparaten, die dezelfde line-up en schermformaten delen als de vorige Galaxy S22-serie. 
- Het instapmodel Galaxy S23 heeft een beeldscherm met een diameter van 15,5 cm (6,1-inch), een variabele verversingssnelheid van 48 Hz tot 120 Hz, 8 GB RAM en opslagopties vanaf 128 GB tot 512 GB.
- De Galaxy S23+ heeft vergelijkbare hardware in een grotere 16,8 cm (6,6-inch) vormfactor, opslagopties vanaf 256 GB, snellere oplaadsnelheid en grotere batterijcapaciteit.
- De Galaxy S23 Ultra heeft een gebogen 17,3 cm (6,8-inch) beeldscherm met een variabele vernieuwingsfrequentie vanaf 1 Hz, 8 GB, 12 GB, 16 GB of 18 GB RAM, opslagopties vanaf 256 GB tot 2 TB, en de grootste batterijcapaciteit in de line-up. Bovendien beschikt deze over een meer geavanceerde camera-instelling, een scherm met een hogere resolutie en, net als de vorige Galaxy S22 Ultra, een geïntegreerde S Pen voor meer functionaliteit en productiviteit.

## Specificaties

### Hardware

#### Chipset
In tegenstelling tot de Samsung Galaxy S22 en eerdere generaties, die in sommige Afrikaanse en alle Europese landen Samsungs eigen Exynos-chip gebruikten, gebruikt de Galaxy S23-serie Qualcomms Snapdragon 8 Gen 2 voor Galaxy-chip wereldwijd.
De Qualcomm Snapdragon 8 Gen 2 voor Galaxy, een speciale versie van de Snapdragon 8 Gen 2 die speciaal voor Samsung is ontwikkeld, bevat een Octa-Core CPU en een Adreno 740 GPU met een Qualcomm X70-modem voor connectiviteit. Het verschil tussen de reguliere versie van de Snapdragon 8 Gen 2 in vergelijking met de Samsung-versie is dat de Samsung-versie een overgeklokte Cortex-X3-kern heeft op 3,36 GHz in plaats van 3,20 GHz, en de Adreno 740 GPU is overgeklokt naar 719 MHz in plaats van 680 MHz.

#### Scherm
De Galaxy S23-serie heeft een "Dynamic AMOLED 2X"-scherm met HDR10+-ondersteuning, 1750 nits piekhelderheid en "dynamic tone mapping"-technologie. Alle modellen gebruiken een ultrasone vingerafdruksensor in het scherm.

#### Camera's
De Galaxy S23 en S23+ hebben een 50 MP brede sensor, een 10 MP telelenssensor en een 12 MP-ultrabrede sensor. De S23 Ultra heeft een 200 MP brede sensor, twee 10 MP-telesensoren en een 12 MP-ultrabrede sensor. De camera aan de voorkant gebruikt een 12 MP-sensor op alle drie de modellen.

#### Connectiviteit
Samsung Galaxy S23, S23+ en S23 Ultra ondersteunen 5G SA/NSA/Sub6, wifi 7 en Bluetooth 5.3-connectiviteit.

#### Geheugen en opslag
De Samsung Galaxy S23 biedt 8 GB RAM en 128 GB, 256 GB, en in sommige regio's 512 GB aan interne opslagopties. De Galaxy S23+ biedt 8 GB RAM en 256 GB en 512 GB aan interne opslagopties. De Galaxy S23 Ultra heeft 8 GB, 12 GB, 256 GB, 512 GB en 1 TB aan interne opslagopties.
De 128 GB-versie van de Galaxy S23 gebruikt het oudere UFS 3.1-opslagformaat, terwijl versies met 256 GB en meer gebruiken de nieuwere, snellere en efficiëntere UFS 4.0.

#### Batterijen
De Galaxy S23, S23+ en S23 Ultra bevatten niet-verwijderbare 3.900 mAh, 4.700 mAh en 5.000 mAh Li-ion-batterijen respectievelijk. De S23 ondersteunt bekabeld opladen via USB-C tot 25 W (met behulp van USB Power Delivery), terwijl de S23+ en S23 Ultra sneller kunnen opladen met 45 W, door Samsung aangeduid als "Super Fast Charging 2.0". Alle drie hebben Qi-inductief opladen tot 15W. De telefoons hebben ook de mogelijkheid om andere Qi-compatibele apparaten op te laden met de eigen batterij van de S23, die wordt aangeduid als "Wireless PowerShare", tot 4,5 W.

### Software
De Samsung Galaxy S23-telefoons zijn uitgebracht met Android 13 met Samsungs One UI 5.1-software. Samsung Knox is inbegrepen voor verbeterde apparaatbeveiliging en er bestaat een aparte versie voor zakelijk gebruik. Samsung heeft 4 jaar Android OS-updates en 1 extra jaar beveiligingsupdates beloofd voor in totaal 5 jaar aan updates.